# NGC 2898
NGC 2898 é uma galáxia espiral (S0-a) localizada na direcção da constelação de Hydra. Possui uma declinação de +02° 03' 54" e uma ascensão recta de 9 horas, 29 minutos e 46,3 segundos.
A galáxia NGC 2898 foi descoberta em 6 de Fevereiro de 1864 por Albert Marth.